# Lautentwicklung
Mit der Lautentwicklung bezeichnet man den Erwerb der sprachlichen Laute während des kindlichen Spracherwerbs. Bei der Lautentwicklung erwirbt das Kind sowohl die Grundlagen der Lautproduktion als auch der Lautrezeption, d. h., es muss lernen, wie es sprachliche Laute wie Vokale und Konsonanten richtig artikuliert, und es muss beim Zuhören lernen, sprachliche Laute voneinander zu unterscheiden.
Die Lautentwicklung gehört zum ersten Stadium des Spracherwerbs.

## Erwerb der Lautproduktion
Kinder erwerben die Grundprinzipien der Lautproduktion in den folgenden typischen Phasen:
1. Phase: Bereits ein Neugeborenes kann erste Laute bilden: Weinen, Schreien, Lallen, Brabbeln oder Quengeln.
Diese Lautbildungen sind sehr wichtig, weil sie auf das Befinden des Neugeborenen hinweisen. So zeigt Lallen und Brabbeln in der Regel, dass sich der Säugling wohlfühlt, wobei Quengeln und Weinen auf schlechtere Stimmung hinweisen. Der Schrei ist ein Warnsystem zur Überlebenssicherung. Er hat eine Mitteilungsfunktion; so kann er über Hunger, Durst oder Schmerz aufmerksam machen. Durch das Schreien wird außerdem die Lungenkapazität erweitert. Neben der lautlichen Äußerung des Schreiens produziert das Neugeborene außerdem einige ruhige Grundlaute.
2. Phase: Im dritten bis vierten Monat folgt dann die Phase der stimmlichen Expansion. Es beginnt die Phase, in der das Neugeborene mit der Stimme spielt. Es sind die ersten Versuche von Lautnachahmungen. In dieser Zeit produziert das Kind deutlich mehr Vokale als Konsonanten.
3. Phase: Mit ca. sechs Monaten werden systematisch Konsonanten gebildet und mit Vokalen kombiniert, was als Babbeln bezeichnet wird. In diesem Alter beginnt der Vokaltrakt immer mehr dem der Erwachsenen zu ähneln.
4. Phase: Zwischen dem siebten und zehnten Monat beginnt die Phase des wiederholten Silbenplapperns. Das Kleinkind bildet Verdoppelungen von Konsonant-Vokalpaaren, z. B. baba, mama, gaga, dada. Dies wird auch als reduplicated babbling bezeichnet.
5. Phase: Im Alter von elf bis zwölf Monaten werden verschiedene Konsonanten und Vokale miteinander kombiniert, nicht nur ausschließlich Verdopplungen von Konsonant-Vokalpaaren. Beispiele dafür wären dadu oder bada. Dies wird auch als variegated babbling bezeichnet. Das Babbel-Repertoire der Babys scheint universell zu sein, so findet man Babbel-Beispiele aus dem Englischen auch in anderen Sprachen wie Afrikaans, Maya oder Japanisch.
6. Phase: Mit ungefähr 12 Monaten beginnen Kinder, Lautkombinationen zu bilden, die Eltern als erste Wörter identifizieren. Da nicht eindeutig ist, ob es sich tatsächlich schon um Wörter handelt, und parallel das Kind noch sehr viel babbelt, wird diese Phase als Phase der Protowörter bezeichnet.
7. Phase: Mit 12 bis 18 Monaten bildet das Kleinkind Ein-Wort-Sätze. Der Wortschatz steigt in der Mitte des zweiten Lebensjahres sprunghaft an, von ca. 50 Wörtern auf über 100.
Wenn das Kind mehr als 50 Wörter produktiv benutzen kann, ist der Erwerb des Lautsystems in der Regel abgeschlossen. Das Kind beginnt, Wortbildungsregeln und Satzbau zu erwerben.

## Lautrezeption
Die Lautrezeption, also die Lautaufnahme, hängt mit dem Hörvermögen zusammen. Bereits kurz nach der Geburt kann das Neugeborene menschliche von nicht-menschlichen Lauten unterscheiden. Ferner können Säuglinge bereits die Stimme der Mutter von anderen weiblichen Stimmen sowie Wörter mit verschiedener Tonhöhe und Sätze mit verschiedenen Rhythmen unterscheiden. Neugeborene bevorzugen außerdem Äußerungen in ihrer Muttersprache gegenüber anderen sprachlichen Äußerungen.
Wie Erwachsene verfügen Babys über eine kategoriale Lautwahrnehmung: Bei Erwachsenen heißt dies, dass sie sprachlichen Input klar in unterschiedliche Kategorien unterteilen können. Variiert man in Hörexperimenten den sprachlichen Input leicht (z. B. von [bæ] über [dæ] nach [gæ]), so nehmen Probanden vor allem drei Kategorien wahr, die Phoneme /b/, /d/ und /g/. Dieses Experiment hat man auch mit Säuglingen durchgeführt. Um festzustellen, ob sie den sprachlichen Input als unterschiedlich wahrnehmen, hat man die Saugrate des Säuglings gemessen, die sich bei Abwechslung erhöht, bei Wiederholungen nicht verändert oder abfällt. Das Ergebnis zeigt, dass auch Babys Laute kategorisieren können. Säuglinge sind sehr früh auch in der Lage, Laute zu kategorisieren, obwohl Sprecher, Kontext und Sprechgeschwindigkeit variieren.
Ähnlich wie der Erwerb der Lautproduktion findet auch der Erwerb der Lautrezeption in typischen Phasen statt. So hat man festgestellt, dass Säuglinge zunächst Plosive wie /p/ und /b/ im Alter von etwa 4 Wochen erkennen. Frikativen wie /f/ und /v/ folgen erst im Alter von 12 Wochen. Auch Unterschiede wie stimmhaft vs. stimmlos werden in den ersten Lebenswochen erworben.
Etwa ab dem 6. Monat verschwindet langsam die Fähigkeit des Kindes, Lautkontraste zu erkennen, die nicht Teil seiner Muttersprache sind, d. h. die Lautrezeption des Kindes ist nun spezialisiert auf seine Muttersprache. Mit 10 Monaten können Kinder rudimentär erste Wörter erkennen.